# Alchornea guatemalensis
Alchornea guatemalensis är en törelväxtart som beskrevs av Cyrus Longworth Lundell. Alchornea guatemalensis ingår i släktet Alchornea och familjen törelväxter. Inga underarter finns listade i Catalogue of Life.